# Биа (телесериал)
«Биа» (исп. Bia) — аргентинская теленовелла, созданная каналом Disney Channel Latin America. Совместный проект Disney Channel Латинской Америки, Европы, Ближнего Востока, Африки, Pegsa Group и компании Non Stop. Это преемник «Я Луна» и «Виолетта».
Премьера сериала состоялась 24 июня 2019 года в Латинской Америке, а 16 сентября 2019 года в Испании.
В ноябре 2020 года был официально анонсирован специальный фильм под названием «Биа: мир перевернулся». Он был выпущен исключительно на Disney+ 19 февраля 2021 года.

## Сюжет
В центре сюжета Биа Уркиса, добрая и непосредственная молодая бразильянка, которая любит музыку и рисование. Когда она была ещё ребёнком, Биа любила петь вместе со своей сестрой Хеленой, которая была певицей и автором песен; но Хелена погибла в результате дорожно-транспортного происшествия, по крайней мере, так все считают, поскольку её тело так и не было найдено. Биа и её семья страдали много лет, она сохранила свою любовь к музыке, чтобы сохранить особую связь, которая была у неё с сестрой. Но со временем и при поддержке своих друзей Биа собирается вернуться в мир музыки, чтобы продолжить дело своей сестры Хелен.

## В ролях

### Главные роли
- Изабелла Соза — Беатрис «биа» Уркиса[8]
- Габриэлла Дигрекко — Хелен Уркиза / Ана
- Хулио Пенья — Мануэль Гутьеррес
- Фернандо Денте — Виктор Гутьеррес
- Августин Пальма — Селеста Кинтеро
- Джулия Геррини — Кьяра Каллегри
- Андреа Альба — Кармин Лагуардиа
- Гай Мессина — Алекс Гутьеррес
- Даниэла Трухильо — Изабель «Пикси» Окаранта
- Микаэла Диас — Дейзи Дюрант
- Джулия Аргуэльес — Мэри Моралес
- Алан Маданес — Пьетро Бенедетто мл.
- Ренер Фрейтас — Тьяго Кунст
- Эстебан Веласкес — Уильям Руис
- Родриго Руми — ???
- Луи Хиральдо — Джон Найт
- Валентина Гонсалес — Эйллен
- Джон Чилуиза — Джандино
- Серхио Суррако — Антонио Гутьеррес
- Мариэла Пиццо — Паула Гутьеррес
- Эстела Рибейро — Алиса Уркиса
- Александр Ботто — Мариано Уркиса
- Андре Ламолья — Луан

## История создания
Съемки сериала были подтверждены 17 августа 2018 года. Актёрский состав первого сезона был объявлен 23 августа 2018 года. Первое превью было опубликовано 31 декабря 2018 года, а первый трейлер сериала опубликован 24 марта. 2019 на канале Disney в Латинской Америке на официальном аккаунте YouTube. 27 марта в сети появился второй трейлер. Съемки второго сезона были подтверждены 10 октября 2019 года, начавшись гораздо раньше, и завершились 30 октября того же года.

## Список сезонов
| Сезон | Сезон | Количество серий | Показ в Аргентине | Показ в Аргентине |
| Сезон | Сезон | Количество серий | Премьера          | Финал             |
| ----- | ----- | ---------------- | ----------------- | ----------------- |
|       | 1     | 60               | 24 июня 2019      | 8 ноября 2019     |
|       | 2     | 60               | 16 марта 2020     | 24 июля 2020      |
|       | фильм | фильм            | 19 февраля 2021   | 19 февраля 2021   |

## Премии и номинации
| Год  | Премия                         | Категория                            | Номинант                | Результат | Ист.   |
| ---- | ------------------------------ | ------------------------------------ | ----------------------- | --------- | ------ |
| 2019 | Produ Awards                   | Лучший молодёжный сериал             | «Биа»                   | Номинация | [ 14 ] |
| 2019 | Billboard                      | Ибероамериканский музыкальный сериал | «Биа»                   | Победа    | [ 15 ] |
| 2019 | Meus Prêmios Nick              | Любимый программа                    | «Биа»                   | Номинация | [ 16 ] |
| 2019 | Meus Prêmios Nick              | Любимый актриса                      | Изабелла Соуза          | Номинация | [ 16 ] |
| 2019 | Tú Awards                      | Любимый актриса                      | Изабелла Соуза          | Номинация |        |
| 2019 | Tú Awards                      | Любимый актёр                        | Хулио Пенья             | Номинация |        |
| 2020 | Meus Prêmios Nick              | Любимый программа                    | «Биа»                   | Победа    | [ 17 ] |
| 2020 | Premios Gardel                 | Музыкальный Альбом                   | «Así yo soy»            | Номинация | [ 18 ] |
| 2020 | Premios Gardel                 | Телевизионный музыкальный альбом     | «Así yo soy»            | Номинация | [ 18 ] |
| 2020 | Kids' Choice Awards México     | Любимый актриса                      | Изабелла Соуза          | Победа    | [ 19 ] |
| 2020 | Kids' Choice Awards México     | Любимый актёр                        | Хулио Пенья             | Номинация | [ 19 ] |
| 2020 | Kids' Choice Awards México     | Любимый программа                    | «Биа»                   | Номинация | [ 19 ] |
| 2020 | Produ Awards                   | Лучший молодёжный сериал             | «Биа»                   | Номинация | [ 20 ] |
| 2021 | Premios Lo más escuchado       | серия года                           | «Биа»                   | Победа    | [ 21 ] |
| 2021 | Premios Lo más escuchado       | Актриса года                         | Изабелла Соуза          | Победа    | [ 21 ] |
| 2021 | Premios Lo más escuchado       | Актер года                           | Хулио Пенья             | Номинация | [ 21 ] |
| 2021 | Premios Latin Plug             | Актер или актриса года               | Родриго Руми            | Номинация | [ 22 ] |
| 2021 | Premios Latin Plug             | Актер или актриса года               | Микаэла Диас            | Номинация | [ 22 ] |
| 2021 | Premios Latin Plug             | Актер или актриса года               | Валентина Гонсалес      | Победа    | [ 22 ] |
| 2021 | SEC Awards                     | Лучший молодёжный сериал             | «Биа»                   | Номинация | [ 23 ] |
| 2021 | SEC Awards                     | Лучший актёр в сериале               | Хулио Пенья             | Победа    | [ 23 ] |
| 2021 | SEC Awards                     | Лучшая актриса в сериале             | Изабелла Соуза          | Победа    | [ 23 ] |
| 2021 | SEC Awards                     | Лучшая актриса в сериале             | габриэлла дигрекко      | Номинация | [ 23 ] |
| 2021 | Kids Choice Awards México      | Любимый актриса                      | Джулия Геррини          | Номинация | [ 24 ] |
| 2021 | Kids Choice Awards México      | Любимый актёр                        | Хулио Пенья             | Номинация | [ 24 ] |
| 2021 | Kids Choice Awards México      | Любимый актёр                        | Гай Мессина             | Номинация | [ 24 ] |
| 2021 | Kids Choice Awards México      | Любимый программа                    | «Биа: мир перевернулся» | Номинация | [ 24 ] |
| 2021 | Produ Awards                   | Лучший молодёжный сериал             | «Биа»                   | Номинация | [ 25 ] |
| 2021 | Produ Awards                   | откровение актёр                     | Ренер Фрейтас           | Номинация | [ 25 ] |
| 2021 | Produ Awards                   | Программная песня                    | «En tu cara»            | Номинация | [ 25 ] |
| 2021 | Premios Martín Fierro de Cable | Лучший молодёжный сериал             | «Биа»                   | Номинация | [ 26 ] |